# Bartošovce
Bartošovce é um município da Eslováquia, situado no distrito de Bardejov, na região de Prešov. Tem 11,23 km² de área e sua população em 2018 foi estimada em 729 habitantes.

## Demografia
| Ano:        | 1994 | 2004   | 2014   | 2024   |
| ----------- | ---- | ------ | ------ | ------ |
| Broj ljudi: | 707  | 724    | 718    | 774    |
| Razlika:    |      | +2,40% | -0,82% | +7,79% |

| Ano:               | 2023 | 2024   |
| ------------------ | ---- | ------ |
| Número de pessoas: | 758  | 774    |
| Diferença:         |      | +2,11% |